# Ілюзія Місяця

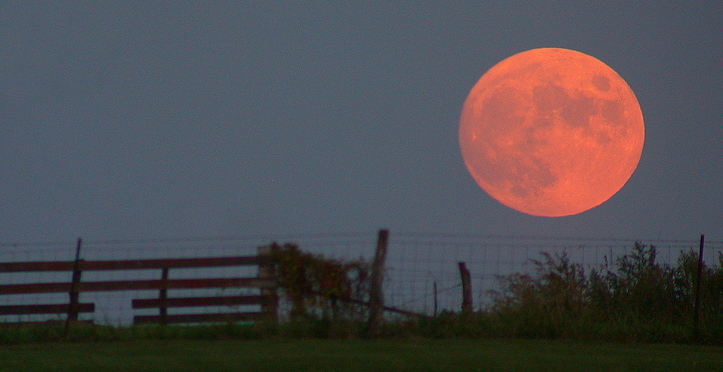
Місяць низько над горизонтом

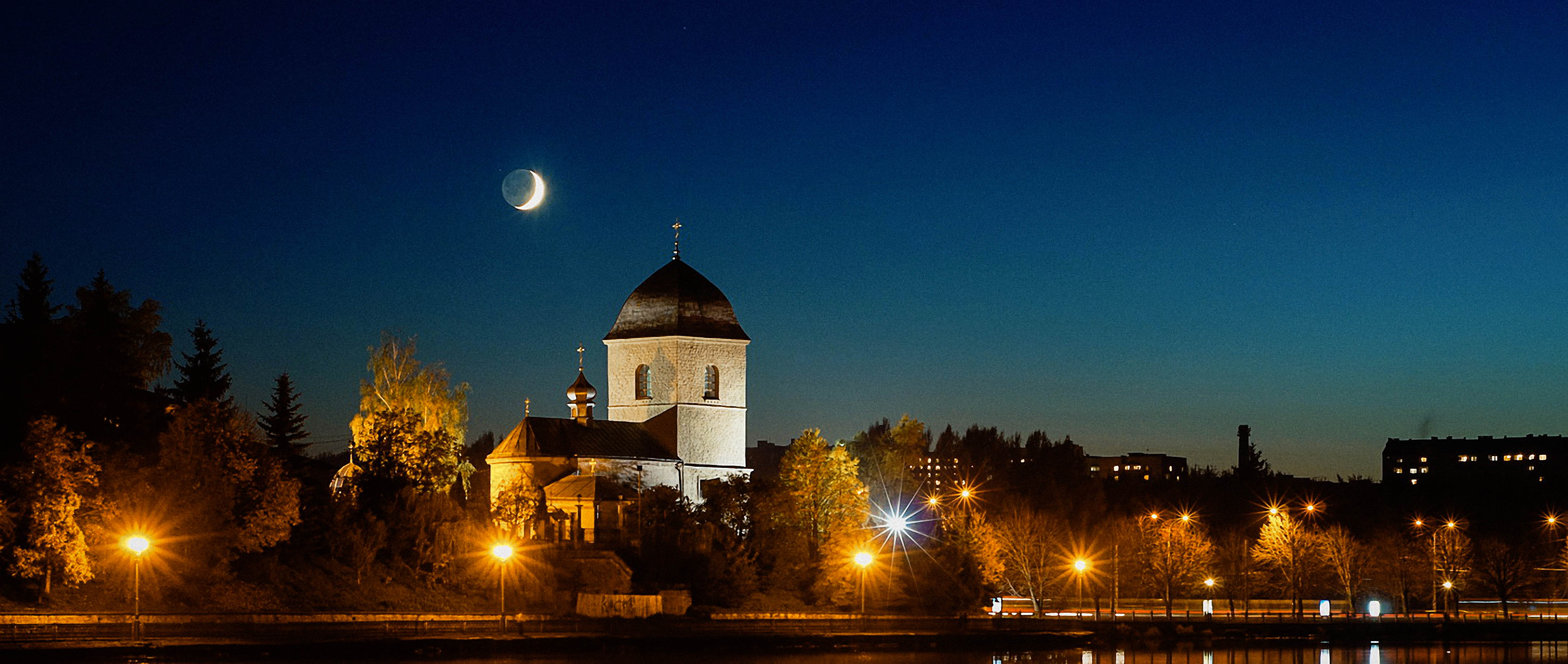
Місяць над Воздвиженською церквою в Тернополі

Ілюзія Місяця (місячна ілюзія) — оптична ілюзія, яка полягає в тому, що розмір Місяця, коли той перебуває низько над горизонтом, здається в кілька разів більшим у порівнянні з тим, як він сприймається, перебуваючи високо в небі (в зеніті), хоча проєкції Місяця на сітківку ока в обох випадках однакові. Ілюзія виникає також під час спостережень Сонця та сузір'їв.
Ілюзія відома з давніх часів і зафіксована в різних культурах.
Поширена помилкова думка, що більший розмір Місяця над горизонтом пояснюється ефектом збільшення, який створює атмосфера Землі. Однак, на видимий розмір Місяця атмосфера ніяк не впливає, а лише змінює його колір. Насправді ж «місячна ілюзія» це лише особливість людського сприйняття.
Найпростіше продемонструвати ілюзорність ефекту, потримавши невеликий об'єкт (наприклад, монету) на витягнутій руці, прикривши при цьому одне око. Порівнюючи розмір об'єкта з "великим" Місяцем біля горизонту і з "маленьким" Місяцем високо в небі, можна побачити, що відносний розмір не змінюється. Можна також зробити з аркуша паперу трубку і дивитися через неї тільки на Місяць, без навколишніх об'єктів — ілюзія зникне.